# حمام يعقوبي

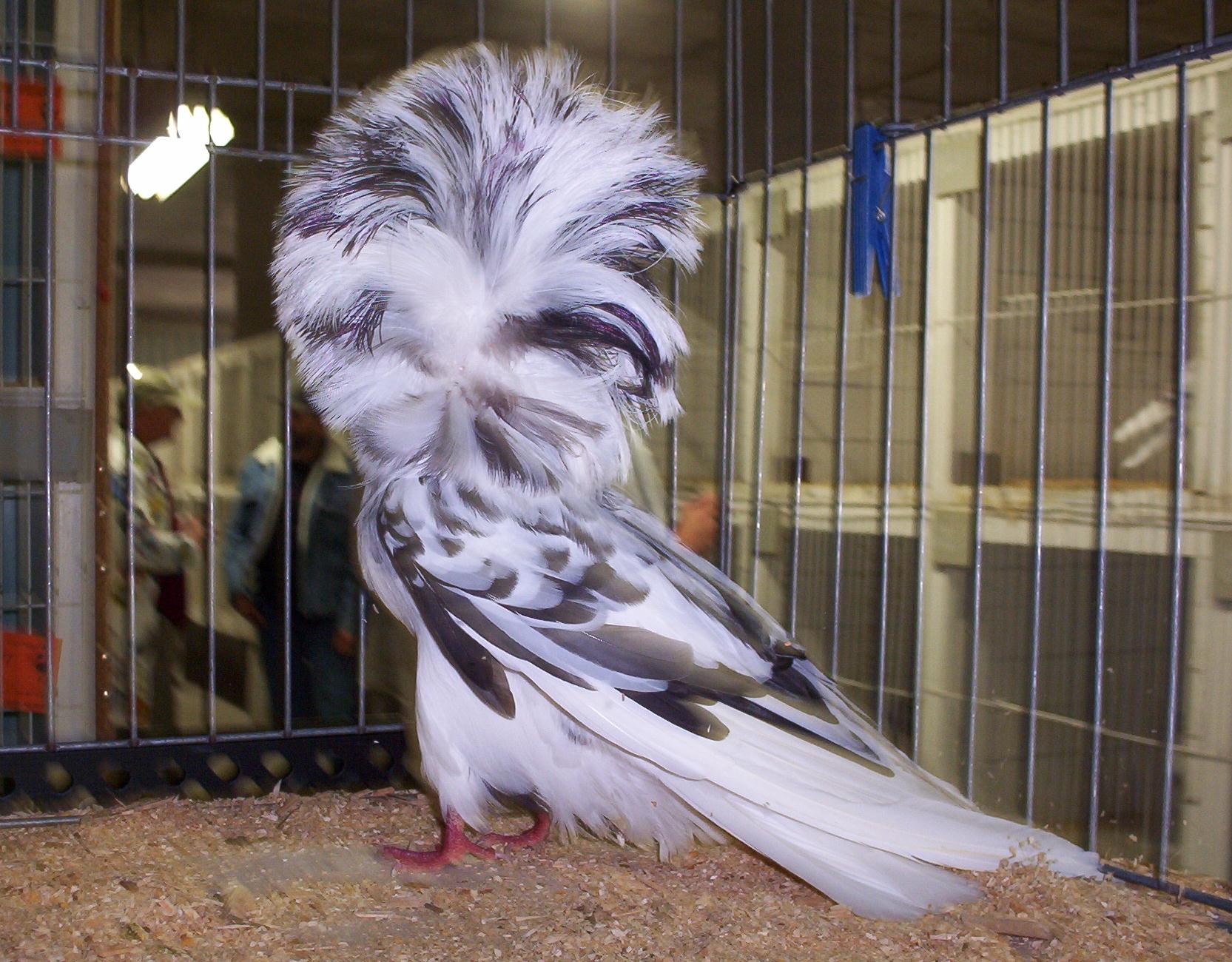
حمامة يعقوبية

الحمام اليعقوبي هو سلالة من سلالات الحمام المزخرفة متعددة الألوان, تطورت على مدى سنوات عديدة من التزاوج الإنتقائي. اليعاقبة بجانب أنواع أخرى من الحمام الداجن, كلها من نسل الحمام الجبلي. السلالة معروفة بغطاء ريشي على رأسها.

## وصف شكل الحمام اليعقوبي
لديه كمية كبيرة من الريش المعكوس الاتجاه على طول الجزء الخلفي من الرقبة إلى درجة تعطي شكل القلنسوة, ولديه بالمقارنة إلى حجمه ريش زائد في الطول على الجناح والذيل.